# Сейбаплая (муниципалитет)
Сейбаплая (исп. Seybaplaya) — муниципалитет в Мексике, штат Кампече, с административным центром в одноимённом городе. Численность населения, по данным переписи 2020 года, составила 15 297 человек.

## Общие сведения
Название Seybaplaya составное: seyba — название растущего здесь хлопкового дерева, а playa с испанского языка — пляж.
Площадь муниципалитета равна 284,1 км², что составляет 0,5 % от общей площади штата, а наиболее высоко расположенное поселение Ла-Соледад находится на высоте 32 метра.
Он граничит с другими муниципалитетами штата Кампече: на севере с Кампече, на востоке и юге с Чампотоном, а на западе берега муниципалитета омываются водами Мексиканского залива.

## Учреждение и состав
Муниципалитет был образован 28 февраля 2019 года, отделив часть территории от муниципалитета Чампотон.
По данным 2020 года в его состав входит 18 населённых пунктов, самые крупные из которых:
| Код INEGI                  | Населённый пункт                                                                     | Численность населения (2005 год) | Численность населения (2010 год) | Численность населения (2020 год) |
| -------------------------- | ------------------------------------------------------------------------------------ | -------------------------------- | -------------------------------- | -------------------------------- |
| 012                        | Всего                                                                                | —                                | —                                | 15297                            |
| 0001                       | Сейбаплая (исп. Seybaplaya) 19°38′21″ с. ш. 90°41′18″ з. д. (административный центр) | 8285                             | 8711                             | 9515                             |
| 0055                       | Вилья-Мадеро (исп. Villa Madero) 19°31′42″ с. ш. 90°41′55″ з. д.                     | 3507                             | 3954                             | 4612                             |
| 0056                       | Шкеулиль (исп. Xkeulil) 19°37′44″ с. ш. 90°37′41″ з. д.                              | 926                              | 919                              | 1063                             |
| 0016                       | Хальтунчен (исп. Haltunchén) 19°30′09″ с. ш. 90°42′04″ з. д.                         | 66                               | 76                               | 60                               |
| —                          | Прочие                                                                               | —                                | —                                | 47                               |
| Названия на карте Генштаба |                                                                                      |                                  |                                  |                                  |

## Инфраструктура
По статистическим данным 2020 года, инфраструктура развита следующим образом:
- электрификация: 99 %;
- водоснабжение: 51,6 %;
- водоотведение: 94,5 %.